# 전원집합 토요 대행진
전원집합 토요 대행진은 1991년 5월 25일부터 1993년 10월 16일까지 KBS에서 방영된 예능프로그램이다.
1992년 백상예술대상 쇼 프로 부문에서 작품상을 수상하였는데 10대 취향 인기 스타들 위주로 다루었다는 지적이 있었고 유흥업소를 방불케하는 퇴폐적 분위기연출 탓인지 방송위원회로부터 "제작관계자 의견 진술" 결정을 통보받았다.
이후, 1992년 10월 10일부터 확대개편한 동시에 해당 제목으로 변경했으나 지나치게 재미만 강조했다는 혹평을 받아왔고 1993년 5월 1일부터 2부가 폐지됐으며 방송위원회로부터 오락프로 과다편성과 10대를 겨냥한 프로그램 편중을 지양해줄 것을 권고받아 같은 해 가을 폐지됐다.

프로그램의 슬로건은 '후회없는 선택, 유익한 주말의 시작'.

## 기획 의도
생방송으로 미스코리아 MC 2명이 진행하는 최초의 프로그램이다. 현장감과 생동감이 넘치는 정통 가요쇼이자 버라이어티쇼이다.

## 방송시간
| 방송채널 | 프로그램명          | 방송기간                           | 방송시간                     | 방송시간                     | 비고                           |
| -------- | ------------------- | ---------------------------------- | ---------------------------- | ---------------------------- | ------------------------------ |
| KBS 2TV  | 토요대행진          | 1991년 5월 25일 ~ 1992년 10월 3일  | 매주 토요일 저녁 6:50 ~ 7:50 | 매주 토요일 저녁 6:50 ~ 7:50 | 특집방송은 저녁 6시 20분 시작. |
| KBS 2TV  | 전원집합 토요대행진 | 1992년 10월 10일 ~ 1993년 4월 24일 | 1부                          | 매주 토요일 저녁 5:50 ~ 6:50 | 2부로 확대편성.                |
| KBS 2TV  | 전원집합 토요대행진 | 1992년 10월 10일 ~ 1993년 4월 24일 | 2부                          | 매주 토요일 저녁 6:50 ~ 7:50 | 2부로 확대편성.                |
| KBS 2TV  | 전원집합 토요대행진 | 1993년 5월 1일 ~ 1993년 10월 16일  | 매주 토요일 저녁 6:00 ~ 6:55 | 매주 토요일 저녁 6:00 ~ 6:55 | 55분으로 축소편성.             |

## 역사

### 1991년
- 5월 25일 : 첫 방송.
- 6월 8일 : '91 미스코리아와 함께'로 방송되었으며 1991년 미스코리아들이 출연하였다. 91 미스코리아 선 염정아도 출연하였다.
- 6월 15일 : KBS공개홀, 용인 자연농원(현 에버랜드) 이원 생방송으로 진행되었으며, 고현정이 KBS공개홀, 장윤정이 용인 자연농원에서 진행하였다.
- 6월 22일 : '김완선, 신승훈, 김경호 빅스타 3인쇼'로 진행되었다.
- 6월 29일 : 제1회 경남산업평화상 기념공연 '91 상반기 가요총정리로 방송되었으며 창원KBS 다목적홀에서 진행되었다.
- 7월 20일 : 별들에게 물어봐라는 주제로 진행되었으며 1993년 대전 엑스포 마스코트 꿈돌이가 등장하였다.
- 7월 27일 : 납량특집으로 진행되었다.
- 8월 10일 : 연예뉴스 형식으로 진행되었다. 국내 가수의 소식과 홍콩 배우 유덕화 콘서트 소식 등이 방송되었다.
- 8월 17일 : KBS홀 개관 기념 '91 조용필의 꿈이 방송되었다. 가수 조용필의 단독 콘서트로 진행되었다.
- 8월 31일 : '쇼 컴퓨토피아'로 진행되었으며 제작진들이 컴퓨터로 무대를 구성하는 모습도 등장하였다.
- 9월 7일 : '스타 DJ쇼'로 진행되었다. 인기가수들이 DJ역할을 하면서 무대를 소개하는 형식으로 진행되었으며 1991년 당시 활동하던 전문DJ가 등장하여 1991년 당시 느낌의 다운타운 DJ쇼도 진행하였다.
- 9월 14일 : '우리모두 여기에'라는 주제로 방송되었다. 봄여름가을겨울, 유영석, 장필순, 오석준 등이 출연하였다.
- 9월 21일 : 추석특집으로 '이주일과 함께'라는 주제로 방송되었다.
- 10월 5일 : 부산 시민의 날을 맞아 '부산 시민의 날 경축쇼'로 방송되었으며 부산 사직 실내체육관에서 진행되었다. 또한 MC 장윤정이 이 방송을 끝으로 MC에서 하차하였다.
- 10월 12일 : '코리아나의 음악세계'로 진행되었다. 또한 장윤정의 후임 MC로 1990년 미스코리아 진 서정민이 새 MC로 투입되었다.
- 10월 19일 : '우리는 선후배'로 진행되었다. 각 노래 장르별 선후배 가수들이 출연하였다. 심신, 유현상, 현철, 김상배 등이 출연하였다.
- 11월 23일 : 25회 가수의 날을 맞아 '특집 제 25회 가수의 날'로 방송되었으며 옛 가수들과 91년 당시 인기가수들이 대거 출연하였다.
- 11월 30일 : '새만금 꿈의 노래'라는 주제로 방송되었으며 방송 녹화는 1991년 11월 28일 새만금 종합개발 기공식 당일에 진행되었다. 11월 30일 방송은 생방송이 아닌 녹화방송으로 방송되었다. 또한 전주 한지, 익산 귀금속, 진안 인삼, 풍남문 등 전라북도의 특산품과 명소, 농악단도 소개되었다.
- 12월 7일 : '91 한국 노랫말 대상'으로 방송되었다. 수상 부문으로는 '나라사랑 노랫말상', '아름다운 노랫말상', '전통가요 노랫말상', '좋은 노랫말상', '밝은 노랫말상', '음반 기획상'이 있었다. 대상 수상곡으로 이선희의 '그리운 나라'가 선정되었으며 작사작곡을 담당한 송시현과 가수 이선희가 대상을 수상하였다.
- 12월 14일 : 아일랜드 가수 엔야와 미국 가수 스키터 데이비스가 출연하였다.
- 12월 21일 : '91 컴퓨터영상축전'으로 방송되었으며 컴퓨터 음악과 영상 예술 전시 등이 소개되었다.
- 12월 28일 : 연말 특집으로 1년 총 결산으로 방송되었다.

### 1992년
- 1월 4일 : '91 KBS 가요대상 수상자와 함께'라는 주제로 방송되었으며 당시 대상을 수상한 김정수를 비롯하여 신인상을 수상한 심신, 윤익희 등이 출연하였다.
- 1월 11일 : '부르는 노래 듣는 노래'라는 주제로 방송되었다. 사단법인 한국음악협회에서 집계한 1991년 애창가요와 방송가요가 소개되었다.
- 1월 18일 : '스타 초대석' 코너가 첫 방송되었으며 첫 초대스타로 토끼소녀가 출연하였다. 처음에는 '장고웅의 스타 초대석'으로 방송되었으나 얼마 후 장고웅의 출연 없이 '스타 초대석'으로 방송되었다.
- 1월 25일 : 영상음악(뮤직비디오)을 수록한 레이저디스크(LD)가 당시 한국에서 최초로 제작되어 레이저디스크 제작에 참여했던 인기가수들의 뮤직비디오의 일부 장면을 공개하였다. 최성수의 '동행', 최진희의 '사랑의 미로', 김지애의 '얄미운 사람' 등의 뮤직비디오 일부분을 공개하였다.
- 2월 1일 : 설날을 맞아 설날특집 '올스타 가요제'로 방송되었다. 탤런트 이휘향, 강부자, 영화배우 옥소리, 진희경, 개그맨 이용식, 이창훈, 야구선수 조계현 등이 출연하였다. 또한 코미디언 이주일이 초대MC로 출연하였으며 초대가수로 김경호와 김지애가 출연하였다.
- 2월 22일 : KBS 신관 공개홀로 이전하여 생방송을 시작하였다.
- 3월 28일 : 캐나다 출신 가수 '코리 하트'가 출연하였다.
- 4월 4일 : '92 봄'이라는 주제로 서울 어린이대공원 야외음악당에서 생방송으로 진행되었다. 또한 MC 서정민이 이 방송을 끝으로 MC에서 하차하였다.
- 4월 11일 : KBS 신관 공개홀과 롯데월드 매직아일랜드에서 이원 생방송으로 진행되었다. '노래하는 큐빅스카' 코너가 신설되었으며 당시 신인 개그맨이었던 김용만과 김국진이 롯데월드 매직아일랜드에서 진행하였다. 그리고 미국의 라틴 록 가수 트리니 로페즈가 활동 25주년 기념앨범 발매 홍보차 내한하여 토요대행진에 출연하였다. 또한 이전 주에 서정민이 MC에서 하차하여 이 주 방송부터 고현정이 단독으로 진행한다.
- 4월 18일 : KBS 신관 공개홀과 용인 자연농원 튤립축제 현장에서 이원 생방송으로 진행되었다.
- 5월 16일 : 5시 55분부터 <미스코리아 선발대회> 1~2부 편성에 따라[7] 《노영심의 작은음악회》가 4시 50분으로 이동하여 결방되었다.
- 5월 23일 : '봄여름가을겨울 '92 콘서트'로 진행되었다.
- 5월 30일 : KBS 신관 공개홀과 남대문 동방프라자 지하광장에서 이원 생방송으로 진행되었다. 또한 1992년 미스코리아 유하영, 장은영, 이승연이 출연하였다.
- 6월 6일 : 영화 《바람불어 좋은날》 방영으로[8] 인하여 결방되었다.
- 6월 13일 : KBS 신관 공개홀과 롯데월드 어드벤처에서 이원 생방송으로 진행되었다.
- 6월 27일 : '제2회 경남 산업평화상 기념공연 및 '92 상반기 가요 결산'으로 방송되었으며 1991년도와 같이 창원KBS 다목적홀에서 진행되었다.
- 7월 4일 : '92 미스코리아와 함께'라는 주제로 방송되었다. 이승연과 장은영이 미스코리아 쇼 MC를 맡았다.
- 7월 11일 : '92 한국가요제'로 방송되었으며 한국가요제 본선 무대로 진행되었다. 한국 노랫말 연구회에서 작품공모를 진행하여 최종심사를 통과한 10팀이 본선에 진출하였다.
- 7월 18일 : '쇼 쿼바디스' 코너가 신설되었으며 개그맨 배동성이 진행하였다. 또한 토요대행진 전신인 '쇼 토요특급'의 MC였던 개그맨 임하룡이 고정 게스트로 출연하였다.
- 7월 25일 : 방송 오프닝이 변경되었다. 또한 탤런트 염정아가 고현정과 함께 메인 MC를 맡게 되었다.
- 8월 1일 : 미국의 싱어송라이터인 토미 페이지가 출연하였다.
- 8월 8일 : '대전엑스포 93 앞으로 365일'이라는 주제로 방송되었다.
- 8월 15일 : <대학개그제> 편성으로[9] 결방되었다.
- 9월 12일 : 추석특집 '92 조용필 어제, 오늘 그리고'라는 주제로 조용필의 신곡 발표 무대로 방송되었다. 1991년 방송된 '91 조용필의 꿈'과 같이 조용필의 단독 콘서트 형식으로 진행되었다.
- 9월 19일 : 싱가포르 출신 가수 마이주라가 출연하였다. 이후 한달에 한번꼴로 토요대행진에 출연하였다.
- 10월 3일 : 공동MC인 염정아가 92 미스 인터내셔널 출전으로 인하여 고현정이 단독으로 진행하였다. 또한 쇼 토요특급부터 MC를 담당하였던 고현정이 이 방송을 끝으로 하차하였다.
- 10월 10일 : 1992년 가을개편으로 인해 토요대행진이 '전원집합 토요대행진'으로 개편되었다. 정통 가요쇼에서 버라이어티쇼로 장르가 변경되었으며 방송이 2부로 확대되면서 방송시간도 2시간으로 확대되었다. 첫 방송은 생방송 전국은 지금의 송지헌, 이한숙이 임시진행을 맡았다.
- 10월 17일 : 개그맨 김용만이 메인MC로 투입되었다.
- 11월 7일 : 미스 인터내셔널 폐막으로 염정아가 메인MC로 복귀하였다. 또한 1부에서는 기존 토요대행진의 슬로건 뒤에 '토요일의 행운이 함께하는 전원집합 토요대행진'이 추가 되었으며, 2부에는 '확실한 웃음, 상쾌한 즐거움, 여러분께 행운을 드리는 전원집합 토요대행진'이라는 슬로건이 새로 추가되었다.
- 12월 5일 : 개그맨 김국진이 2주간 임시진행을 맡았다.
- 12월 26일 : 송년특집 92 올스타 청백전으로 방송되었다. 노래대결, 응원대결, NG대결 등으로 진행되었다.

### 1993년
- 1월 2일 : 신년특집으로 93 널뛰기 여왕 선발전과 93 닭싸움왕 선발전이 진행되었다.
- 1월 16일 : 개그맨 배동성, 양원경이 임시진행을 맡았다. 개그맨 배동성은 1월 23일에도 임시진행을 맡았다.
- 1월 30일 : 개그맨 심형래가 임시진행을 맡았다.
- 2월 13일 : 배우 이병헌이 메인MC에 투입되었다.
- 4월 10일 : 토요대행진 100회를 맞아 '토요대행진 100회 기념 총정리'가 3주에 걸쳐 진행되었다.
- 4월 24일 : 메인MC인 이병헌, 염정아가 이 방송을 마지막으로 하차하였다.
- 5월 1일 : 1993년 봄개편으로 인해 방송시간이 2시간에서 1시간으로 줄었으며 메인MC로 개그맨 서세원이 투입되었다.
- 9월 11일 : 개그맨 유재석, 양원경이 MC로 투입되었다.
- 10월 16일 : 1993년 가을개편으로 인해 이날 방송을 끝으로 폐지되었다.

## 역대코너

### 토요대행진
- 해외영상음악 : 토요대행진의 쇼 프로그램 국제화의 일환으로 호주관광청 등에서 협찬을 받아 인기 가수들이 해외에서 촬영한 영상음악을 선보였던 코너. 프랑스, 말레이시아, 오스트레일리아 등에서 촬영을 하였다. 1991년에만 방영되었다.

- 스타 초대석 : 1992년 1월 '장고웅의 스타초대석'으로 시작하였으나 후에 개그맨 장고웅이 빠지면서 코너명이 '스타 초대석'이 되었다. 매주 탤런트 등의 스타를 초대하여 이야기를 나누는 코너. 바니걸스, 송대관, 채시라, 하희라 등이 출연하였다. 스타 초대석은 전원집합 토요대행진에서 폐지되었다가 1993년 봄개편 이후의 토요대행진에서 다시 부활하였다.
- 노래하는 큐빅스카 : 1992년에 신설된 코너로 개그맨 김용만과 김국진이 진행하였다. 롯데월드, 동방프라자 등 시민들이 많이 몰리는 곳에서 가수들의 라이브 무대를 펼쳤다.
- 쇼 쿼바디스 : 1992년 여름에 신설되었다. 개그맨 배동성이 진행하던 코너로 가수들이 출연하여 승마, 다른 가수 노래부르기 등의 게임을 펼쳤다.
- 토요 라이브 : 매주 한 가수를 초대하여 라이브 무대를 펼친 코너로 언더그라운드 가수들도 출연했다. 이 코너는 전원집합 토요대행진에서도 계속 진행되었다.

### 전원집합 토요대행진
- 쇼! 700-0700 : 시청자 참여 전화퀴즈 코너로 먼저 행운의 전화번호를 추첨한 뒤 여러 가지 분야의 문제를 낸다. 행운의 전화번호는 집 전화번호 뒷자리 3자리였으며 추첨한 번호가 집 전화번호의 뒷자리 3자리가 일치한 시청자만 퀴즈에 참여할 수 있다. 정답을 맞춘 선착순 50명의 시청자에게는 국내선 왕복 항공권을, 선착순 인원 중 1명에게는 국내선 왕복 항공권과 함께 미주 왕복 항공권을 선물로 제공하였다. 항공권은 아시아나항공에서 제공하였다.
- 특명! 시청자가 원한다 : 초기에는 탤런트 김선애, 김선민이 진행하였고 얼마 후 개그우먼 장미화가 진행을 맡았다. 스타가 연예인을 하지 않고 다른 직업군에서 일했다면 어떤 모습이었을까를 가상으로 보여주었던 코너.
- 독점, 소문과 진상 : 개그맨 배동성이 진행하던 코너로 스타들의 소문과 진상을 파헤친 코너.
- 스타챔피언 펀치펀치 : 가수와 개그맨, 탤런트가 복싱 대결을 한 코너. 방송 초기에만 진행되었다.
- 기습탐방 스타출동! : 가수 김흥국이 진행하며 인기 가수와 함께 팬의 집을 기습 방문하여 가수와 팬이 이야기를 나누는 코너.
- 연예본부 24시 : 초기에는 김용만, 김국진, 배동성이 진행하였으나 소위 "감자골 사건"의 여파 탓인지[10] 김용만 김국진 등이 빠진 후 93년 2월 6일부터 개그맨 최병서가 코너의 고정MC가 되었다. 탤런트 노현희가 코너의 리포터로 등장하였다. 연예계 소식을 전하는 코너.
- 전화노래방 : 메인MC인 염정아가 담당했던 코너로 93년 초에 신설되었다. 초기엔 시청자 전화노래방으로 시작했지만 얼마 후 스타 전화 노래방으로 바뀌었다.
- 개그클럽 : 개그맨들이 출연하여 노래와 개그를 선보였던 코너. 유재석, 양원경, 이창명 등이 출연하였다.
- Cafe 사랑이야기 : 93년 초, 이병헌이 메인MC에 투입된 후에 신설된 코너. 사랑 이야기를 주로 다룬 코너였다.
- 나의 히트무대 : 예전 인기있었던 가수를 초대하여 라이브 무대를 펼쳤던 코너. 혜은이, 최진희, 이은하 등이 출연하였다.
- 10대 콘서트 : 10대 사이에서 가장 인기있는 가수를 초대하여 합동 무대를 펼쳤던 코너. 김건모, 철이와미애, 현진영, 김원준 등이 출연하였다.
- 고장난 부부 : 개그맨 이병진과 조혜련이 출연하여 콩트를 선보였던 코너.
- 고장난 레이다 : 개그맨 이병진과 조혜련, 그리고 가수 양준일이 출연하였던 코너.
- 토요이벤트

## 역대 MC
- 고현정, 장윤정 (1991년 5월 25일 ~ 1991년 10월 5일)
- 고현정, 서정민 (1991년 10월 12일 ~ 1992년 4월 4일)
- 고현정 (1992년 4월 11일 ~ 1992년 7월 18일)
- 고현정, 염정아 (1992년 7월 25일 ~ 1992년 10월 3일)
- 김용만, 염정아 (1992년 10월 10일 ~ 1993년 1월 9일)
- 염정아 (1993년 1월 16일 ~ 1993년 2월 6일)
- 이병헌, 염정아 (1993년 2월 13일 ~ 1993년 4월 24일)
- 서세원 (1993년 5월 1일 ~ 1993년 9월 4일)
- 유재석, 양원경 (1993년 9월 11일 ~ 1993년 10월 16일)

## 타이틀 변천사
| 기수 | 타이틀                 | 방송 기간                           |
| ---- | ---------------------- | ----------------------------------- |
| 1기  | 쇼 토요특급            | 1990년 6월 16일 ~ 1991년 5월 18일   |
| 2기  | 토요 대행진            | 1991년 5월 25일 ~ 1992년 10월 3일   |
| 3기  | 전원집합 토요 대행진   | 1992년 10월 10일 ~ 1993년 10월 16일 |
| 4기  | 토요일 7시가 좋다      | 1994년 10월 15일 ~ 1995년 4월 29일  |
| 5기  | 출발 토요대행진        | 1995년 5월 6일 ~ 1996년 3월 2일     |
| 6기  | 토요일 전원출발        | 1996년 3월 9일 ~ 1998년 2월 14일    |
| 7기  | 자유선언 오늘은 토요일 | 1998년 10월 17일 ~ 2001년 4월 28일  |
| 8기  | 쇼 여러분의 토요일     | 2001년 5월 5일 ~ 2001년 11월 3일    |
| 9기  | 자유선언 토요대작전    | 2001년 11월 10일 ~ 2003년 11월 1일  |
| 10기 | 천하무적 토요일        | 2009년 4월 25일 ~ 2010년 12월 25일  |
| 11기 | 자유선언 토요일        | 2011년 6월 4일 ~ 2012년 3월 31일    |